# Teologia da prosperidade
Teologia da prosperidade (também conhecida como evangelho da prosperidade) é uma doutrina teológica neopentecostal segundo a qual a abundância material é o desejo de Deus para seus fieis, e a fé, o discurso positivo e as doações para os ministérios cristãos irão sempre aumentar a riqueza material do fiel. Baseada em interpretações não tradicionais da Bíblia, geralmente com ênfase no Livro de Malaquias, a doutrina interpreta a Bíblia como um contrato entre Deus e os humanos: se estes tiverem fé em Deus, Ele irá cumprir suas promessas de segurança e prosperidade. Reconhecer tais promessas como verdadeiras seria portanto, segundo a doutrina, um ato de fé.
Seus defensores ensinam que a doutrina é um aspecto do caminho à dominação cristã da sociedade, argumentando que a promessa divina de dominação para as Tribos de Israel se aplica aos cristãos de hoje. A doutrina enfatiza a importância do empoderamento pessoal, propondo que é da vontade de Deus ver seu povo feliz. A expiação (reconciliação com Deus) é interpretada de forma a incluir o alívio das doenças e da pobreza, que são vistas como maldições a serem quebradas pela fé. Acredita-se atingir isso através da visualização e da confissão positiva, o que é geralmente professado em termos contratuais e mecânicos.
Foi durante os avivamentos de cura (healing revivals) dos anos 1950 que a teologia da prosperidade ganhou proeminência nos Estados Unidos, apesar de especialistas terem ligado suas origens ao Movimento Novo Pensamento. Os ensinamentos da teologia da prosperidade mais tarde ganharam proeminência no Movimento Palavra de Fé e no televangelismo dos anos 1980. Nos anos 1990 e 2000, foi adotada por líderes influentes do Movimento Carismático e promovida por missionários cristãos em todo o mundo, levando à construção de megaigrejas. Líderes proeminentes no desenvolvimento da teologia da prosperidade incluem E. W. Kenyon, Oral Roberts, T. L. Osborn e Kenneth Hagin.
As igrejas nas quais o evangelho da prosperidade é ensinado são geralmente não denominacionais e usualmente dirigidas por um único pastor ou líder, apesar de que algumas desenvolveram redes que se assemelham a denominações. Algumas igrejas dedicam um longo tempo aos ensinamentos sobre o dízimo, o discurso positivo e a fé. Igrejas da prosperidade geralmente ensinam sobre responsabilidade financeira, apesar de que alguns jornalistas e acadêmicos têm criticado seus conselhos nessa área como enganosos. A teologia da prosperidade tem sido criticada por líderes dos movimentos pentecostal e carismático, assim como de outras denominações cristãs. Eles argumentam que ela é irresponsável, promove a idolatria e é contrária às escrituras. Alguns críticos argumentam que a teologia da prosperidade cultua organizações autoritárias, onde os líderes controlam as vidas dos membros. A doutrina tem seu sucesso atribuído, na Coreia do Sul, às semelhanças com a cultura xamanista tradicional. No Ocidente, a teologia da prosperidade tem atraído seguidores das classes média e baixa e tem seu sucesso ligado às semelhanças com o fenômeno do culto à carga, à religiosidade tradicional africana e à teologia da libertação das igrejas afro-americanas.

## Teologia

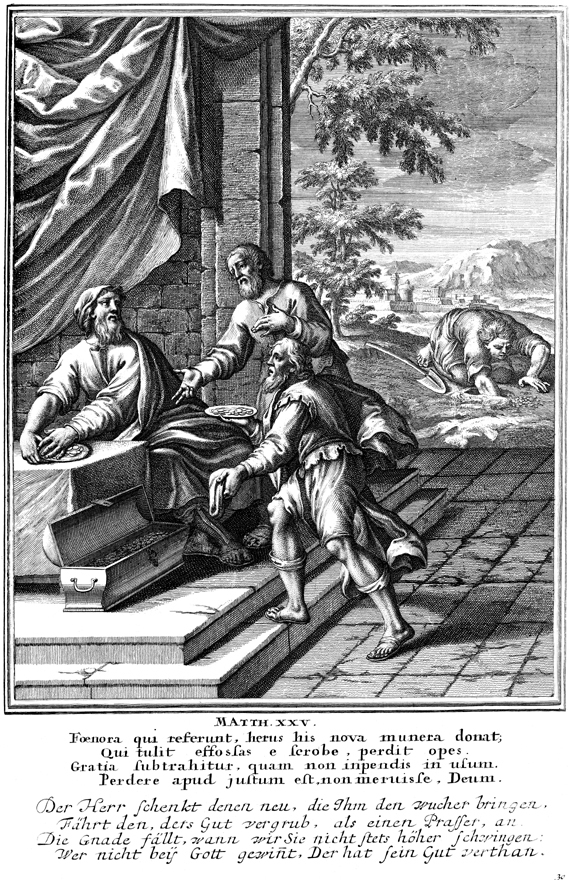
A parábola dos Talentos, aqui retratada numa xilogravura de 1712, é geralmente citada para dar apoio à teologia da prosperidade.

A teologia da prosperidade ensina que os cristãos têm direito ao bem estar e, – pelo fato das realidades físicas e espirituais serem vistas como uma única realidade inseparável –, isso é interpretado como saúde física e prosperidade econômica. Os pregadores da doutrina focam no empoderamento pessoal, promovendo uma visão positiva do espírito e do corpo. Eles defendem que os cristãos receberam poderes durante a criação do Universo porque eles foram feitos à imagem de Deus e ensinam que a confissão positiva permite aos cristãos exercer domínio sobre suas almas e objetos materiais ao seu redor. Os líderes do movimento veem a expiação como fonte de alívio de doenças, pobreza e corrupção espiritual;  a pobreza e as doenças seriam maldições que podem ser quebradas através da fé e das ações retas. Há, no entanto, algumas igrejas seguidoras da doutrina que buscam um paradigma mais moderado ou reformado da prosperidade. Kirbyjon Caldwell, pastor de uma megaigreja metodista, defende uma "teologia da vida abundante", professando a prosperidade para o ser humano como um todo, o que ele vê como um caminho para o combate à pobreza.
A riqueza é interpretada, na teologia da prosperidade, como uma bênção de Deus, obtida através da lei espiritual da confissão positiva, da visualização e do dízimo. Este processo é quase sempre professado em termos mecânicos; Kenneth Copeland, autor e televangelista estadunidense, argumenta que a prosperidade é governada por leis, enquanto outros pregadores definem o processo de maneira formulada. Os jornalistas da revista Time, David van Biema e Jeff Chu, descreveram os ensinamentos do pastor Creflo Dollar, do Movimento Palavra de Fé, sobre prosperidade como um contrato inviolável entre Deus e a humanidade.
Os ensinamentos da teologia da prosperidade sobre confissão positiva originam-se da visão de seus proponentes sobre as escrituras. A Bíblia é vista como um contrato de fé entre Deus e os crentes; Deus é entendido como fiel e justo, então os crentes devem cumprir sua parte do contrato para receber as promessas de Deus. Isso leva à crença na confissão positiva, doutrina segundo a qual os crentes podem reivindicar o que quiserem de Deus, simplesmente falando. A teologia da prosperidade ensina que a Bíblia promete a prosperidade aos fiéis, então a confissão positiva significa que os crentes estão falando com fé o que Deus já havia dito sobre eles. A confissão positiva é praticada para trazer o que já se acreditava; a própria fé é uma confissão que, através da fala, se torna real.
O ensinamento é geralmente baseado em interpretações não tradicionais de versículos da Bíblia, em especial do Livro de Malaquias. Enquanto Malaquias tem sido celebrado pelos cristãos por suas passagens sobre o Messias, pregadores da teologia da prosperidade geralmente chamam a atenção para suas descrições sobre a riqueza física. Versos frequentemente citados incluem:
- «Trazei o dízimo todo à casa do tesouro, para que haja mantimento na minha casa, e provai-me nisto, diz Jeová dos exércitos, se não vos abrir eu as janelas do céu, e não derramar sobre vós uma bênção até que não haja mais lugar para a recolherdes» (Malaquias 3:10)
- Mateus 25:14–30: Parábola dos Talentos.[12]
- «Eu vim para que eles tenham vida e a tenham em abundância.» (João 10:10)
- «Meu Deus suprirá todas as vossas necessidades conforme as suas riquezas na glória em Cristo Jesus.» (Filipenses 4:19)[3]
- «Amado, peço a Deus que prosperes em tudo e tenhas saúde, assim como tua alma prospera.» (III João 2:)[13]
- «Com toda a certeza vos asseguro que ninguém há que tenha deixado casa, irmãos, irmãs, mãe, pai, filhos ou bens, por causa de mim e do Evangelho, que não receba, já no presente, cem vezes mais, em casas, irmãos, irmãs, mães, filhos e propriedades, e com eles perseguições; mas no mundo futuro, a vida eterna» (Marcos 10:30)[14]

### Práticas
As igrejas seguidoras da doutrina colocam grande ênfase na importância do dízimo. Os cultos geralmente incluem dois sermões, um com foco nas doações e na prosperidade, incluindo referências bíblicas ao dízimo, seguido de outro após as doações. Os líderes das igrejas geralmente conferem uma bênção específica no dinheiro que está sendo doado, alguns até mesmo instruem os fiéis a segurar suas doações acima de suas cabeças durante a oração. Dedica-se também algum tempo à oração pelos congregados doentes durante os cultos.
Os congregados são encorajados a fazer declarações positivas sobre os aspectos de suas vidas que eles desejam melhorar. Estas declarações, conhecidas como confissões positivas, teriam o poder de miraculosamente alterar aspectos das vidas dos fiéis se ditas com fé. As igrejas também encorajam as pessoas a "viver sem limites" e cultivar o otimismo em suas vidas. T. D. Jakes, pastor de uma megaigreja não denominacional, rejeita o que ele vê como "demonização do sucesso". Ele defende que a pobreza é uma barreira à vida cristã, argumentando que é mais fácil fazer um impacto positivo na sociedade quando se é influente.
Enquanto igrejas seguidoras da teologia da prosperidade têm uma reputação de manipular e alienar os pobres, muitas desenvolvem programas sociais. Um exemplo disso, no Brasil, é o Instituto Ressoar, ligado à Igreja Universal do Reino de Deus. Paralelamente a tais programas, as igrejas defendem a capacitação e o florescimento humano com o objetivo de libertar as pessoas do "assistencialismo" e da "mentalidade de vítima". Muitas igrejas realizam seminários sobre responsabilidade financeira. Segundo Kate Bowler, acadêmica estudiosa da teologia da prosperidade, tais seminários, apesar de conterem bons conselhos, geralmente enfocam na compra de bens caros. Hanna Rosin, do The Atlantic, argumenta que a teologia da prosperidade contribuiu para a bolha imobiliária que causou a crise do final dos anos 2000. Segundo ela, a propriedade de imóveis era grandemente enfatizada nas igrejas seguidoras da doutrina, causando uma dependência à intervenção financeira divina que levou a escolhas insensatas.

## Histórico

### Healing revivalsdo pós-guerra
Os líderes do Movimento Pentecostal do início do século XX não adotavam uma teologia da prosperidade. Essa doutrina começou a ganhar forma dentro do movimento durante as décadas de 1950 e 1940, através dos ensinamentos dos ministérios de libertação e de evangelistas curadores pentecostais. Combinando ensinamentos sobre a prosperidade com o avivamento (revivalism) e a cura pela fé, tais evangelistas professaram as "leis da fé ('peça e será atendido') e as leis da reciprocidade divina ('dê e lhe será dado de volta')".
Uma figura proeminente da teologia da prosperidade neste período foi E. W. Kenyon, educado na Faculdade de Oratória de Emerson nos anos 1890, onde foi exposto ao Movimento Novo Pensamento. Kenyon mais tarde se tornou amigo de líderes pentecostais famosos e escreveu sobre a revelação divina e as confissões positivas. Seus escritos influenciaram líderes do nascente movimento da prosperidade durante os healing revivals dos Estados Unidos pós-guerra.
Oral Roberts começou a professar a doutrina da prosperidade em 1947. Ele explicava as leis da fé como um "pacto abençoado" no qual Deus retornaria as doações "sete vezes", prometendo aos doadores que eles receberiam de volta, de meios inesperados, o dinheiro que doaram a Ele. Roberts se oferecia a pagar qualquer doação que não levasse ao pagamento inesperado de quantia equivalente. Na década de 1970, Roberts descreveu seus ensinamentos sobre o pacto abençoado como a "doutrina da semente": as doações são uma espécie de "semente" que crescem em valor e são devolvidas àquele que doa. Roberts começou a recrutar "parceiros" – doadores ricos que recebiam convites para conferências exclusivas e acesso ilimitado ao ministério em troca de apoio.
Em 1953, o curador pela fé A. A. Allen publicou O Segredo do Sucesso Financeiro nas Escrituras (The Secret to Scriptural Financial Success) e promoveu mercadorias como "tendas milagrosas para barbear" e panos de oração ungidos com "óleo milagroso". No final da década de 1950, Allen se focou cada vez mais na prosperidade. Ele ensinava que a fé pode miraculosamente resolver os problemas financeiros, afirmando que teve uma experiência miraculosa na qual Deus transformou notas de um dólar em notas de vinte dólares para que ele pudesse pagar suas dívidas. Allen ensinou a "palavra da fé" ou o poder de transformar a fala em algo material.
Na década de 1960, a prosperidade se tornou o foco principal dos healing revivals. T. L. Osborn começou a enfatizar a prosperidade e se tornou conhecido por exibir ostensivamente sua riqueza pessoal. Durante aquela década, Roberts e William Branham criticaram outros ministérios que pregavam a doutrina, argumentando que suas táticas de arrecadação de fundos pressionavam injustamente os fiéis. Essas táticas eram motivadas, em parte, pelas despesas com o desenvolvimento de redes nacionais de rádio. Na mesma época, líderes da denominação pentecostal Assembleia de Deus dos Estados Unidos passaram a criticar o foco na prosperidade defendido por evangelistas curadores independentes.

### Televangelismo
Durante a década de 1960, professores do evangelho da prosperidade adotaram o televangelismo e passaram a dominar a programação religiosa nos Estados Unidos. Oral Roberts abriu o caminho, desenvolvendo um programa semanal em formato syndication que se tornou o programa religioso mais assistido dos Estados Unidos. Até 1968, o programa televisivo havia tomado o lugar das reuniões de tenda em seu ministério.
O Reverendo Ike, um pastor pentecostal da cidade de Nova Iorque, começou a pregar sobre a prosperidade no final da década de 1960. Ele logo colocou no ar programas de rádio e televisão e tornou-se conhecido por seu estilo chamativo. Sua declaração de amor aos bens materiais e ensinamentos sobre a "ciência da mente" levou muitos evangelistas a se distanciarem dele.
Na década de 1980, a teologia da prosperidade ganhou a atenção do público nos Estados Unidos através da influência de televangelistas proeminentes como Jim Bakker. A influência de Bakker, no entanto, diminuiu após ele ser acusado de participação num escândalo de grandes proporções. Em seguida, a Trinity Broadcasting Network (TBN) emergiu como força dominante no televangelismo da prosperidade, trazendo Robert Tilton e Benny Hinn à proeminência.
No Brasil, o televangelismo começou a ganhar destaque em 1990,quando a Rede Record foi comprada por Edir Macedo, líder da Igreja Universal do Reino de Deus. A emissora exibe programas religiosos durante a madrugada e em espaços destinados a aluguel de horários, e, em 1995, causou polêmica ao exibir um discurso do bispo Sérgio von Helde contra o feriado de Nossa Senhora Aparecida no qual ele chutou uma imagem da santa várias vezes. Outras igrejas, Mundial do Poder de Deus, têm a prática de alugar horários em emissoras comerciais que enfrentam crises econômicas. Há também, emissoras como  Rede Gospel.

### Palavra de Fé
Apesar de que a maioria dos evangelistas curadores das décadas de 1940 e 1950 ensinavam que a fé poderia trazer recompensas financeiras, um novo ensinamento relacionado à prosperidade se desenvolveu nos anos 1970, diferente daquele ensinado pelos evangelistas pentecostais desde os anos 1950. O movimento da "confissão positiva" ou da "palavra de fé" ensinava que um cristão com fé pode tornar algo que fala em realidade, desde que seja consistente com a vontade de Deus.
Kenneth Hagin é creditado como tendo um papel-chave na expansão da teologia da prosperidade. Ele fundou o RHEMA Bible Training Center em 1974 e, nos 20 anos seguintes, a escola treinou mais de 10.000 estudantes de acordo com a teologia. Assim como outras igrejas que seguem a teologia da prosperidade, não há um organismo governante oficial para o movimento Palavra de Fé, e os ministérios mais conhecidos divergem em algumas questões teológicas. Os ensinamentos de Hagin foram descritos por Candy Gunther Brown, da Universidade de Indiana, como a forma mais "ortodoxa" de ensinamento da prosperidade dentro do movimento Palavra de Fé.

### História recente no Brasil

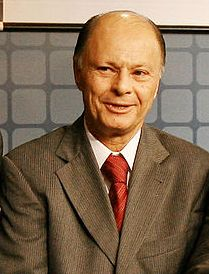
Edir Macedo, líder da Igreja Universal do Reino de Deus.

O movimento neopentecostal tem sido caracterizado, em parte, pela ênfase na teologia da prosperidade, que ganhou maior aceitação dentro do Movimento Carismático durante a década de 1990. Atualmente, segundo dados do censo de 2010, a sexta maior igreja cristã do Brasil é a Universal do Reino de Deus, que professa a doutrina. Há também, entre as igrejas seguidoras da doutrina, a Renascer em Cristo, além da Assembleia de Deus Vitória em Cristo, cujo líder, Silas Malafaia, passou de crítico a defensor da teologia.
Autores como Joel Osteen e Bruce Wilkinson têm sido creditados com o sucesso da teologia da prosperidade fora dos movimentos carismático e pentecostal; seus livros já venderam milhões de cópias em todo o mundo. Já no Brasil, o líder da Igreja Universal do Reino de Deus, Edir Macedo,é considerado o principal nome da doutrina,devido aos seus livros e ao tamanho e a visibilidade de suas obras. Macedo já vendeu mais de 10 milhões de livros e é dono da Rede Record,uma das três maiores emissoras de televisão do Brasil, do jornal gratuito Folha Universal,cuja circulação chega a 2,5 milhões de exemplares e do canal de notícias Record News.
Segundo dados do censo de 2010, a maioria dos seguidores do movimento pentecostal no Brasil – onde estão incluídos os seguidores das igrejas que professam a teologia da prosperidade – são mulheres, residentes de áreas urbanas, de 30 a 49 anos de idade, de cor parda, com ensino fundamental incompleto e com rendimento médio de até três salários mínimos. Ainda de acordo com o censo, 45% dos fiéis dessas igrejas são economicamente inativos. Como não há um organismo governante oficial para o movimento da prosperidade, que não existe enquanto cadeira em teologia cristã, é difícil precisar as estatísticas.

### Crescimento internacional
Em 2006, três das quatro maiores congregações dos Estados Unidos seguiam a teologia da prosperidade. A maioria dos fiéis de igrejas que adotam a doutrina é oriunda do Cinturão do Sol. No final da década de 2000, seguidores da doutrina afirmavam que dezenas de milhões de cristãos haviam adotado-na naquele país. Uma pesquisa conduzida em 2006 pela revista Time informava que 17% dos cristãos estadunidenses se identificavam com o movimento. Em 2007, o senador estadunidense Chuck Grassley abriu um inquérito para investigar as finanças de seis ministérios que promovem a teologia da prosperidade. Em janeiro de 2011, Grassley concluiu as investigações afirmando acreditar que a autorregulação das organizações religiosas era preferível à ação do governo. Apenas dois ministérios colaboraram com o inquérito.
Paralelamente, o crescimento das igrejas que seguem a doutrina da prosperidade foi notável no Terceiro Mundo durante a mesma década. Uma região que presenciou o crescimento explosivo foi a África Ocidental, em especial na Nigéria e em Camarões.  Segundo Philip Jenkins, da Universidade Estadual da Pensilvânia, cidadãos pobres de países empobrecidos geralmente acham a doutrina atraente por causa de sua impotência econômica e da ênfase que ela dá aos milagres financeiros. Para Rowan Moore Gerety, na África a "memória da antipatia marxista à religião" durante as lutas pela descolonização e do "catolicismo paternalista do estado colonial" permitiu que igrejas seguidoras da teologia da prosperidade encontrassem um povo "aberto a uma nova forma de expressão religiosa".
No início dos anos 1990, a Igreja Universal do Reino de Deus se expandiu nos Países Africanos de Língua Oficial Portuguesa. Em Moçambique,apesar de diversas críticas,ela conta com apoio de diversos membros do governo local,chegando a comprar a TV Miramar principal emissora privada do país. Em Angola, reivindica ter mais de 400 mil fiéis, mas suas atividades foram suspensas pelas autoridades pelo período de 2 meses,devido a um tumulto no final de 2013,em que 16 pessoas morreram pisoteadas. Além disso, outras seis igrejas neo pentecostais que atuavam sem autorização,foram expulsas do país (Mundial do Poder de Deus, Mundial do Reino de Deus, Mundial Internacional, Mundial da Promessa de Deus, Mundial Renovada e Evangélica Pentecostal Nova Jerusalém). Outra igreja neopentecostal, a Igreja Maná, de origem portuguesa, foi expulsa do país após acusações de desvio de fundos doados pela petrolífera Sonangol para a construção de uma escola.
A teologia da prosperidade também forçou mudanças na Igreja Católica para impedir a debandada de fiéis para as igrejas neopentecostais. Segundo Lucelmo Lacerda, a Renovação Carismática, no Brasil, "sofre um processo de neopentecostalização", embora reconheça que o movimento católico possua termos e enfoque um pouco diferentes do evangelho da prosperidade. Nas Filipinas, o movimento El Shaddai, parte da Renovação Carismática, espalhou os ensinamentos da doutrina para fora do cristianismo protestante. Já na Ásia, a Igreja do Evangelho Pleno, sediada em Seul, ganhou atenção na década de 1990 após alegar que tem a maior congregação do mundo.

## Recepção

### Análise sócio-econômica
A maioria das igrejas do movimento da prosperidade são não denominacionais e independentes, apesar de que alguns grupos têm formado redes. As igrejas seguidoras da doutrina tipicamente rejeitam a política presbiteriana e a ideia de que o pastor deva ser de responsabilidade dos anciões; é comum aos pastores dessas igrejas serem a maior figura de autoridade organizacional. Alguns críticos, como Sarah Posner e Joel Conason, defendem que a doutrina cultiva organizações autoritárias. Eles argumentam que os líderes tentam controlar as vidas dos seguidores alegando possuir uma autoridade que lhes foi divinamente outorgada. Jenkins afirma que a teologia da prosperidade é usada como ferramenta para justificar os altos salários dos pastores.
Nos Estados Unidos, o movimento tem atraído muitos seguidores na classe média e é mais popular em cidades-dormitório e em áreas urbanas. Em Exportando o Evangelho Americano: O Fundamentalismo Cristão Global (Exporting the American Gospel: Global Christian Fundamentalism), Steve Brouwer, Paul Gifford e Susan Rose especulam que o movimento foi estimulado pelo desdém predominante ao liberalismo social nos Estados Unidos desde a década de 1970. Rosin argumenta que a teologia da prosperidade emergiu por causa de tendências mais amplas, particularmente o otimismo econômico dos estadunidenses entre as décadas de 1950 e 1990. Tony Lin, da Universidade da Virgínia, tem comparado a doutrina ao Destino Manifesto, crença do século XIX segundo a qual o povo estadunidense foi escolhido por Deus para guiar o Ocidente. Marvin Harris diz que o foco da doutrina no mundo material é uma resposta à secularização da religião nos Estados Unidos. Ele a vê como uma tentativa de realização do Sonho Americano através do poder sobrenatural.

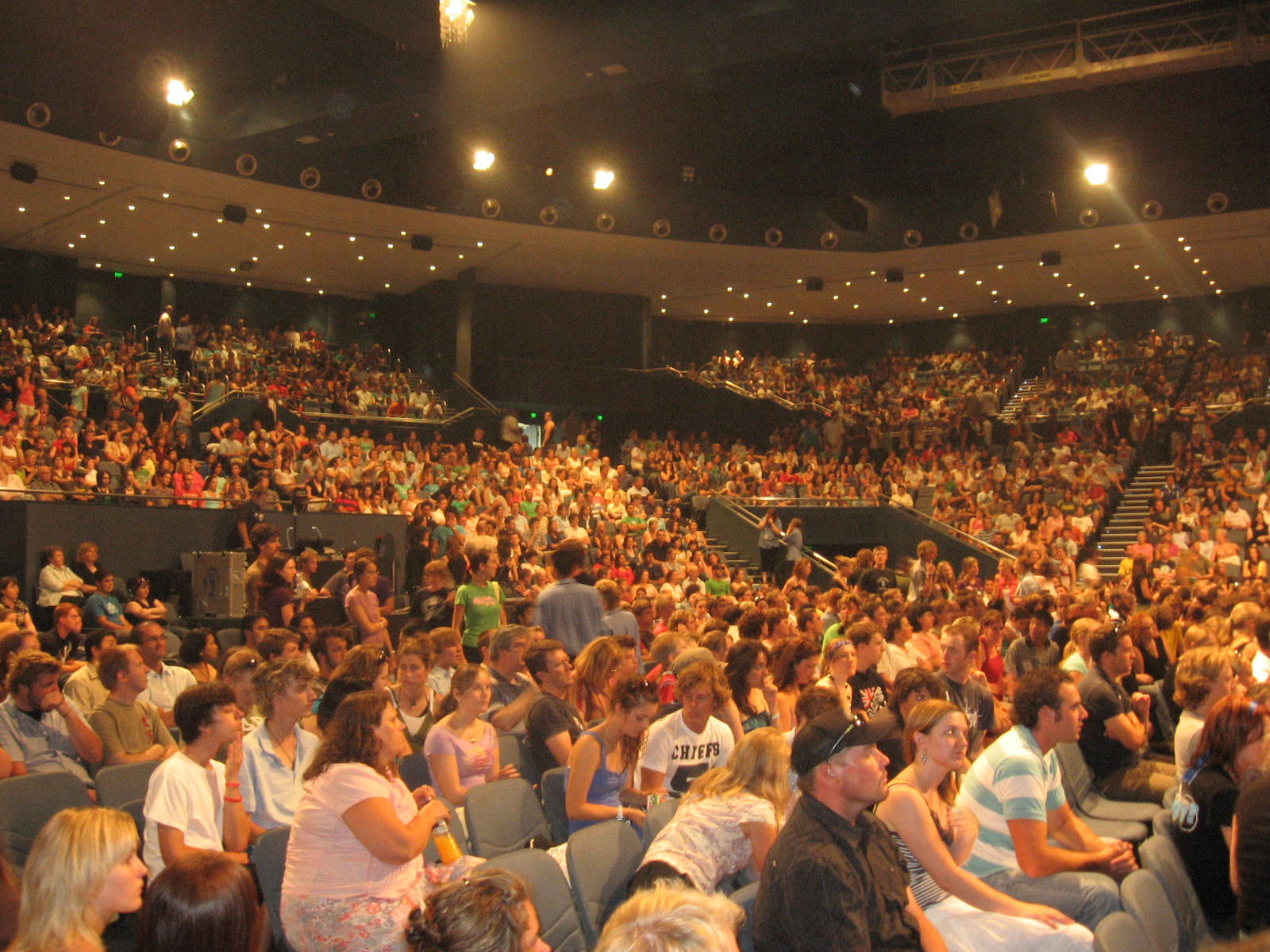
Culto na Hillsong Church em Sydney.

A teologia da prosperidade tem se tornado popular entre os estadunidenses mais pobres, em particular aqueles que buscam progressos pessoais e sociais. A doutrina tem crescido significativamente nas igrejas negras e hispânicas e é particularmente popular entre os imigrantes. Os defensores do movimento destacam sua diversidade étnica e argumentam que ele engloba uma variedade de visões. Joel Robbins, da Universidade de Tóquio, observa que a maioria dos antropólogos atribuem o sucesso da teologia com os pobres – em especial nos países do sul – ao fato de que ela promete segurança e ajuda a explicar o capitalismo. O antropólogo Simon Coleman desenvolveu uma teoria baseada na doutrina da prosperidade e no sentimento de pertença que ela oferece aos fiéis. Num estudo da igreja sueca Palavra da Vida, ele observou que os seguidores se sentiam parte de um complexo sistema de troca de presentes; eles dão algo a Deus e aguardam algo em retorno (seja diretamente de Deus ou de outro membro da igreja). A Hillsong Church, maior congregação da Austrália, ensina uma forma de teologia da prosperidade que tem ênfase no sucesso pessoal, motivo pelo qual tem atraído um número significativo de australianos emergentes.
Numa entrevista de 1998 à revista Christianity Today, Bong Rin Ro, da Escola de Graduação em Teologia da Ásia, sugeriu que o crescimento da popularidade da doutrina na Coreia do Sul reflete uma forte "influência xamanística". Bong apontou semelhanças entre a tradição de pagar xamãs para a cura com a doutrina contratual da teologia da prosperidade sobre doações e bênçãos. Os problemas econômicos da Ásia, segundo ele, encorajou o crescimento da doutrina no país, embora ele alega que ela ignora os pobres e necessitados. Durante a entrevista, Bong afirmou ver o problema começar a ser revertido, citando chamadas à renovação da fé e a outras práticas. Cho Yong-gi, pastor da Igreja do Evangelho Pleno em Seul, tem sido criticado por "xamanizar" o cristianismo. A crítica tem foco em seus cultos de cura e exorcismo e suas promessas de bênçãos materiais. O escritor cristão malásio Hwa Yung defendeu as curas e os exorcismos de Cho, argumentando que ele teve sucesso em contextualizar o evangelho numa cultura onde o xamanismo ainda é prevalente. Entretanto, Hwa criticou os ensinamentos de Cho sobre bênçãos terrenas por não refletirem a provisão de Deus e por seu grande foco na riqueza terrena.

### Comparações com outros movimentos
O historiador Carter Lindberg, da Universidade de Boston, traçou paralelos entre a teologia da prosperidade contemporânea e o comércio de indulgências conduzido pela Igreja Católica durante a Idade Média. Coleman observou que vários movimentos cristãos pré-século XX nos Estados Unidos ensinavam que um estilo de vida sagrado eram os caminhos à prosperidade e que o trabalho duro ordenado por Deus traria bênçãos.
Coleman tem especulado que a moderna teologia da prosperidade tem muitas características do Movimento Novo Pensamento, embora ele admita que a ligação é por vezes pouco clara. Jenkins observa que os críticos tem feito comparações entre a teologia da prosperidade e o fenômeno do culto à carga. Ao citar a popularidade da teologia da prosperidade nas comunidades africanas agrárias, ele argumenta que a doutrina tem semelhanças com a religiosidade tradicional africana. Segundo Rowan Moore Gerety, com a utilização de óleos abençoados e outras formas de tratamentos espirituais usadas pela Igreja Universal do Reino de Deus são semelhantes as mandingas típicas das religiões africanas.Ao mesmo tempo que os rituais africanos são chamados de "feitiçaria" e sofrem críticas da Igreja Universal do Reino de Deus. J. Matthew Wilson, da Universidade Metodista Meridional, compara o movimento à teologia da libertação das igrejas afro-americanas devido a seu foco na elevação dos grupos oprimidos, embora ele observa que a doutrina difere em sua concentração no sucesso individual, ao invés de mudanças no sistema político como um todo.

### Crítica teológica
Os seguimentos e denominações evangélicas mais tradicionais tem se oposto de forma consistente à teologia da prosperidade, em suas diversas variações. Além disso, os ministérios que seguem essa doutrina têm frequentemente entrado em conflito com outros grupos cristãos, incluindo até mesmo outros membros dos movimentos pentecostal e carismático, de onde a doutrina se originou. Os críticos, como o pastor Michael Catt, argumentam que a teologia da prosperidade possui pouco em comum com a teologia cristã tradicional. Líderes evangélicos proeminentes, como Rick Warren, Ben Witherington III, Jerry Falwell e John Macarthur têm criticado duramente o movimento, por vezes denunciando-o como "herético". Enquanto Warren argumenta que a teologia da prosperidade promove a idolatria do dinheiro, diversos outros críticos apontam que os ensinamentos de Jesus claramente desdenham a riqueza material. No livro "Mark: Jesus, Servant and Savior" (Marcos: Jesus, Servo e Salvador), R. Kent Hughes indica que alguns rabinos do século I defendiam as bênçãos materiais como um sinal da benevolência divina; por outro lado, segundo ele, a citação de Jesus em Marcos 10:25 de que "é mais fácil passar um camelo pelo buraco de uma agulha do que entrar um rico no reino de Deus" (KJV) seria um exemplo claro da oposição de Jesus a tal pensamento.
Outros críticos do movimento atacam as promessas feitas pelos líderes dessas igrejas, argumentando que a libertação ampla dos problemas terrenos que eles prometem é irresponsável. Os líderes desse movimento, em especial os tele-evangelistas, são também criticados por abusarem da fé de seus seguidores, se enriquecendo às custas das grandes doações que recebem. A doutrina tem sido também acusada de esconder de seus fiéis a pobreza na qual os apóstolos viviam. Por exemplo, alguns teólogos apontam que a vida e os escritos do apóstolo Paulo, o qual acredita-se ter experimentado grandes dificuldades e sofrimento durante sua vida e seu ministério, são particularmente conflituosos com a teologia da prosperidade. Em um artigo escrito para o jornal americano Washington Post, a autora e colunista religiosa Catheleen Falsani aponta também o conflito direto dessa teologia com os ensinos básicos do Cristianismo. Segundo ela "Jesus nasceu e morreu pobre. Durante sua passagem por esse mundo Ele repetiu muitas e muitas vezes sobre a importância do crescimento e da saúde espiritual. Nas poucas vezes em que falou sobre questões materiais, foi sempre em um contexto e sentido de precaução." [73]
No seu livro "Health, Wealth and Happiness" (Saúde, Prosperidade e Felicidade), os teólogos David Jones e Russell Woodbridge caracterizam a doutrina como "teologia pobre". Eles argumentam que a retidão não pode ser ganhada e que a Bíblia não promete uma vida fácil para ninguém. Para eles a doutrina é inconsistente com o Evangelho de Jesus Cristo, cuja mensagem central é a vida, a morte e a ressurreição de Jesus. Já Jones e Woodbridge argumentam que o evangelho da prosperidade, ao focalizar nas necessidades materiais dos humanos, acaba por tornar secundária a importância vital de Jesus Cristo como salvador. Em um outro artigo, Jones critica a interpretação que a doutrina faz da aliança abraâmica – promessa de Deus de abençoar todos os descendentes de Abraão – argumentando que a bênção é espiritual e já se aplica a todos os cristãos. Para ele, os proponentes da doutrina também interpretam de forma distorcida a expiação de Cristo, criticando o ensinamento de que a morte de Jesus também teria eliminado a pobreza (assim como os pecados) do mundo. Jones acredita que tal ensinamento se deve a um entendimento equivocado sobre a vida de Jesus e critica os ensinamentos de John Avanzini sobre Jesus ser rico, indicando que Paulo ensinava aos cristãos a abdicar de suas posses materiais. Apesar de aceitar que ofertar seja um ato "louvável" de um Cristão, Jones questiona fortemente a motivação por trás desse ato como é ensinado na teologia da prosperidade, criticando a "lei da compensação", que ensina que quanto mais os cristãos doarem mais Deus será generoso com eles. Jones cita os ensinamentos de Jesus para "dar sem esperar nada em retorno". Jones e Woodbridge lembram também que Jesus instruía seus seguidores a buscarem as coisas do alto e se focarem nas recompensas espirituais. Jones critica ainda a visão da doutrina sobre a fé; ele não acredita que ela deva ser usada como força espiritual para obtenção de ganhos materiais e sim como uma aceitação altruísta de Deus.
Em 1980, o Conselho Geral das Assembleias de Deus nos Estados Unidos criticou as confissões positivas, citando exemplos de confissões negativas na Bíblia – onde as figuras expressam seus medos e dúvidas – que têm impacto positivo e contrastando-as com o foco nas confissões positivas ensinadas pela teologia da prosperidade. O Conselho argumenta que a palavra em grego bíblico traduzida como "confessar" significa "dizer a mesma coisa", podendo se referir tanto às confissões positivas quanto às negativas. Também critica a doutrina por não reconhecer a vontade de Deus; a vontade dele deve ser superior à vontade dos homens e os cristãos devem "reconhecer a soberania de Deus". A teologia da prosperidade também é criticada pelo Conselho por subestimar a importância da oração, argumentando que esta deve ser utilizada para todos os propósitos e não só para as confissões positivas. O Conselho afirma que é normal os cristãos passarem por sofrimento. Ele incita os cristãos a colocarem a confissão positiva à prova, argumentando que a doutrina apela àqueles que moram em sociedades já abastadas, enquanto muitos outros cristãos são pobres e aprisionados. Por fim, critica a distinção feita pelos defensores da teologia das duas palavras gregas que significam "falar", argumentando que a distinção é falsa e que elas são usadas intercaladamente no texto bíblico em grego. O Conselho acusa a doutrina de pegar passagens da Bíblia fora de contexto para cumprir seus próprios interesses, resultando numa contradição com a mensagem holística da Bíblia.
Em 2012, o Conselho Nacional de Evangélicos da França publicou um documento denunciando essa doutrina, mencionando que a prosperidade era de fato possível para um crente, mas que essa teologia levada ao extremo leva ao materialismo e à idolatria, que não é a propósito do evangelho.  Pastores pentecostais que aderem à teologia da prosperidade têm sido criticados por jornalistas por seu estilo de vida bling-bling (roupas luxuosas, casas grandes, carros luxuosos, avião particular, etc.)
Em 2013, o presidente da Convenção Batista Nigeriana criticou este ensino prejudicial que se afasta da mensagem central da Bíblia, ou seja, a cruz de Jesus.
Em 16 de agosto de 2015, John Oliver, em sua série de episódios semanais veiculados na rede de televisão norte-americana HBO, satirizou a teologia da prosperidade anunciando que iria estabelecer sua própria igreja livre de impostos, a qual chamaria de "Nossa Senhora da Isenção Perpétua". Em um dos seguimentos do seu programa Oliver focalizou no que é caracterizado como conduta predatória dos tele-evangelistas, que apelam repetidas vezes em suas pregações para que os fieis, na maior parte já em dificuldades financeiras e crises pessoais, entregarem ofertas financeiras como meio de libertação. Criticou também a falta de uma legislação mais severa nos Estados Unidos no que tange aos requisitos para obtenção de isenção de tributos concedidos a essas instituições. Oliver finalizou sugerindo que todo o dinheiro coletado por essas igrejas deveria ser doado a instituições filantrópicas como Médicos sem Fronteiras.

## Obras notáveis
Obras notáveis que defendem a teologia da prosperidade incluem:
- Roberts, Oral; Montgomery, G. H. (1966). God's Formula for Success and Prosperity. [S.l.]: Abundant Life Publication. OCLC 4654539
- Lindsay, Gordon (1960). God's Master Key to Prosperity. [S.l.]: Christ for the Nations Institute. ISBN 978-0-89985-001-6
- Wilkinson, Bruce; Kopp, David (2000). The Prayer of Jabez: Breaking Through to the Blessed Life. [S.l.]: Multnomah Books. ISBN 978-1-57673-733-0
- Osteen, Joel (2004). Your Best Life Now: 7 Steps to Living at Your Full Potential. [S.l.]: FaithWords. ISBN 978-0-446-53275-4